# Martina Randová
Martina Randová (* 30. prosince 1971 Stod) je česká herečka. Vyrůstala ve městě Stod nedaleko Plzně.

## Život
Martina Randová se narodila ve Stodu, městě poblíž Plzně. Do osmnácti let žila v Tachově. Má jednu sestru. V šestnácti letech odjela za otcem do Plzně, kde Martinu Randovou vyhledali hledači talentů a díky tomu získala roli v prvním Discopříběhu. Martina Randová též účinkuje ve hře Dva nahatý chlapi (režie: Antonín Procházka) v Divadle Palace.
Její největší role[zdroj?] je ze seriálu Ordinace v růžové zahradě 2 vysílaném na TV Nova, kde ztvárnila postavu Helgy „Heluš“ Otradovské, provdané Švarcové. Působila také v pražském Divadle Na Fidlovačce. Od roku 2019 moderuje pořad O 10 let mladší  na TV Nova. Od května 2021 hraje v seriálu Ulice roli Kateřiny Dubovské, nové majitelky hospody a penzionu.

## Filmografie
- 2007 – Tajnosti (film)
- 2007 – V hlavní roli
- 2010 – Tři sestry (divadelní záznam)
- 2012 – Láska je láska (film)
- 2015–2021 – Ordinace v růžové zahradě 2 (televizní seriál)
- 2021–dosud Ulice (televizní serial)
- 2023 - Ordinace v růžové zahradě 2 (Voyo)